# Skräddargölen
Skräddargölen är en sjö i Gislaveds kommun i Småland och ingår i Nissans huvudavrinningsområde. Sjön har en area på 0,0229 kvadratkilometer och ligger 262 meter över havet.

## Delavrinningsområde
Skräddargölen ingår i det delavrinningsområde (638096-138415) som SMHI kallar för Inloppet i Stengårdshultasjön. Medelhöjden är 268 meter över havet och ytan är 33,73 kvadratkilometer. Det finns ett delavrinningsområde uppströms, och räknas det in blir den ackumulerade arean 54,5 kvadratkilometer. Svanån (Radan) som avvattnar avrinningsområdet har biflödesordning 2, vilket innebär att vattnet flödar genom totalt 2 vattendrag innan det når havet efter 172 kilometer. Delavrinningsområdet består mestadels av skog (81 %). Avrinningsområdet har 1,12 kvadratkilometer vattenytor vilket ger det en sjöprocent på 3,3 %.